# Dotdash Meredith
Dotdash Meredith (antigament About.com) és un lloc web oficial d'informació i assessorament en anglès, dirigit principalment al públic nord-americà. Va pertànyer a The New York Times Company fins al 2012, quan InterActiveCorp en va adquirir la propietat. El contingut del lloc és dinàmic i intenta obtenir nova informació diària.
Va ser fundat el 1996 com a The Mining Company, i el lloc va ser llançat el 2 d'abril de 1997, per part de Scott Kurnit, propietari de General Internet, Bill Day, i un grup d'altres emprenedors de la ciutat de Nova York.
El contingut és escrit per 750 en experts, denominats «Guies», que tenen experiència en temes determinats. Cada Guia s'encarrega d'un tema i es torna l'únic escriptor d'aquest tema. Els Guies també reben una paga mitjana de 100.000 dòlars per any, encara que la xifra exacta no s'ha divulgat.